# ナタリー・グレボヴァ

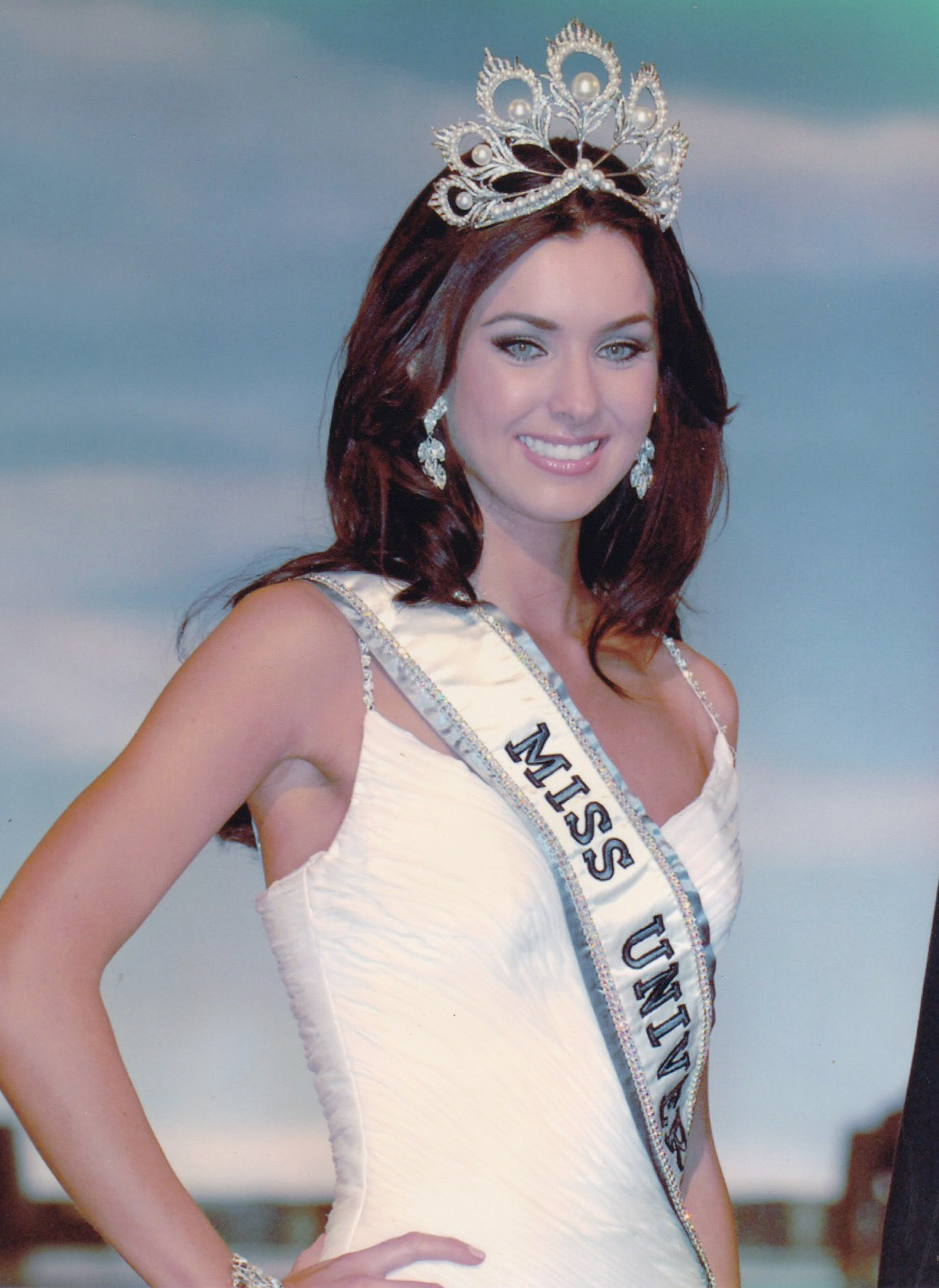
ナタリー・グレボヴァ

ナタリー・グレボヴァ（英語:Natalie Glebova, ロシア語: Наталья Владимировна Глебова, 1981年11月11日 - ）は、2005年度ミス・ユニバースの優勝者。
ロシアのチュアプシ（クラスノダール地方）生まれで、幼少時にカナダへ移住した。クラシック・ピアニストと体操選手として10代を過ごす。ファッション・モデルのアルバイトをし、トロントのライアソン大学でマーケティングを学ぶ学生であったが、ミス・ユニバース・カナダ大会で優勝、バンコクで開催されたミス・ユニバース2005で優勝した。
現在タイ在住。2007年4月にテニス選手パラドーン・スリチャパンと婚約し、11月29日に結婚した。2011年初頭、グレボヴァはスリチャパンと離婚した。